# Dirphya singularis
Dirphya singularis là một loài bọ cánh cứng trong họ Cerambycidae.